# 들메나무
들메나무(Fraxinus mandshurica)는 물푸레나무과에 딸린 갈잎큰키나무이다. 학명으로 mandschurica 또는 mandshurica의 두 가지 표기가 모두 사용되고 있다.

## 생태
한국·중국·일본 등지에 분포하며 깊은 산의 골짜기에서 자란다. 높이는 30m 정도이고 작은 가진 녹갈색이며 한쪽으로 편평해진다. 잎은 마주나고 기수 1회 우상복엽이다. 작은 잎은 3-17개이고 작은잎자루는 없으며 긴 타원상 난형이거나 긴 타원상 피침형으로 끝은 꼬리처럼 긴 것이 있고 밑은 둔하다. 잎 길이는 7-22cm로 앞면은 어두운 녹색이고 뒷면은 연한 녹색으로 잎맥 위에 털이 있다. 꽃은 2가화로 5월에 피며 지난해 가지의 잎겨드랑이에서 나와 복총상꽃차례로 많이 달린다. 꽃덮이가 없고 수꽃에는 2개로 갈라진 수술이 있으며 암꽃에는 2개의 수술과 1개의 씨방이 있고 암술머리가 2개로 갈라진다. 열매는 길이 2.5-4cm의 시과로 9월에 익는다.

## 쓰임새
산중턱 이하의, 토양이 깊고 습기 있는 곳에 조림하기에 적당한 나무이다. 건축재·기구재·선박재·조림수 등으로 이용한다.

## 참고 문헌
- 이 문서에는 다음커뮤니케이션(현 카카오)에서 GFDL 또는 CC-SA 라이선스로 배포한 글로벌 세계대백과사전의 내용을 기초로 작성된 글이 포함되어 있습니다.